# Онтогенетическая изменчивость
Онтогенети́ческая изме́нчивость — изменчивость, отражающая реализацию закономерных изменений в ходе индивидуального развития организма или его клеток. Отличается от генотипической тем, что организмы, несмотря на возрастные различия, сохраняют одинаковый генотип, то есть она является ненаследственной, или фенотипической. Из множества механизмов возникновения онтогенетической изменчивости являются следующие:
1. разная активность генов,
2. различная активность желез внутренней секреции,
3. различное соотношение процессов роста и дифференцировки в различные возрастные периоды.

## Значение
Онтогенетическая изменчивость играет важную роль в проявлении наследственных болезней человека. Ряд болезней и пороков развития возникают в эмбриональном периоде. Другие болезни проявляются в постнатальном периоде, чаще в детском, но изредка в зрелом и даже пожилом возрасте.
Для проведения своевременного и эффективного лечения и профилактики наследственных заболеваний необходимо знать механизмы проявления онтогенетической изменчивости в индивидуальном развитии и её роль в проявлении наследственных признаков у человека.

## Примеры
Фенилкетонурия — тяжёлое наследственное заболевание, связанное с нарушением аминокислотного обмена, проявляется сразу после рождения. Если не провести своевременное лечение в течение первых лет жизни, у ребёнка развивается необратимые изменения в центральной нервной системе. После наступления полового созревания организм самостоятельно справляется с заболеванием.